# 3 Doors Down (Album)
3 Doors Down ist das vierte Musikalbum der gleichnamigen US-amerikanischen Rockband 3 Doors Down. Es erschien am 16. Mai 2008 in Europa und erreichte die Spitzenposition in den Charts der USA, wo es vier Tage später auf den Markt kam.

## Titelliste
1. Train (Brad Arnold, Chris Henderson, Matt Roberts, Todd Harrell) – 3:10
2. Citizen/Soldier (Brad Arnold, Chris Henderson, Matt Roberts, Todd Harrell) – 3:52
3. It’s Not My Time (Brad Arnold, Chris Henderson, Matt Roberts, Todd Harrell) – 4:01
4. Let Me Be Myself (Brad Arnold, Chris Henderson, Matt Roberts, Todd Harrell) – 3:48
5. Pages (Brad Arnold, Chris Henderson, Matt Roberts, Todd Harrell) – 3:47
6. It’s the Only One You’ve Got (Brad Arnold, Chris Henderson, Matt Roberts, Todd Harrell) – 4:23
7. Give It to Me (Brad Arnold, Chris Henderson, Matt Roberts, Todd Harrell) – 3:21
8. These Days (Brad Arnold, Chris Henderson, Matt Roberts, Todd Harrell) – 3:39
9. Your Arms Feel Like Home (Brad Arnold, Chris Henderson, Matt Roberts, Todd Harrell) – 3:44
10. Runaway (Brad Arnold, Chris Henderson, Matt Roberts, Todd Harrell) – 3:24
11. When It’s Over (Brad Arnold, Chris Henderson, Matt Roberts, Todd Harrell) – 4:18
12. She Don’t Want the World (Brad Arnold, Chris Henderson, Matt Roberts, Todd Harrell) – 4:03

## Singleauskopplungen

### It’s Not My Time
Die erste Single des selbstbenannten Albums konnte sich in zahlreichen Ländern gut platzieren. So war es nicht nur in den USA (Platz 17), Kanada (Platz 20) oder in Deutschland (Platz 37) vertreten, sondern erreichte auch die Charts in Australien (Platz 26), Neuseeland (Platz 18), in den Niederlanden (Platz 49) sowie auch in Österreich (Platz 41) und in der Schweiz (Platz 49). Die Single erhielt Platin in den USA.
1. It’s Not My Time (Brad Arnold, Chris Henderson, Matt Roberts, Todd Harrell) – 4:03
2. Who Are You (Brad Arnold, Chris Henderson, Matt Roberts, Todd Harrell) – 3:10
3. It’s Not My Time (Brad Arnold, Chris Henderson, Matt Roberts, Todd Harrell) – 3:57 (Acoustic Version)
4. It’s Not My Time (Brad Arnold, Chris Henderson, Matt Roberts, Todd Harrell) (Video)

### Let Me Be Myself
Dieses Lied beschreibt Sänger Brad Arnold als sein Lieblingslied des Albums, da es ihm persönlich sehr viel bedeutet. In Australien erreichte es Platz 29, in Deutschland erreichte es lediglich Platz 95.
1. Let Me Be Myself (Brad Arnold, Chris Henderson, Matt Roberts, Todd Harrell) – 3:47
2. The Champion in Me (Brad Arnold, Chris Henderson, Matt Roberts, Todd Harrell) – 3:30
3. Feet in the Water (Brad Arnold, Chris Henderson, Matt Roberts, Todd Harrell) – 4:32
4. It’s the Only One You’ve Got (Brad Arnold, Chris Henderson, Matt Roberts, Todd Harrell) – 4:14

### Weitere Singles
In den USA und in Kanada erschien bereits im Jahr 2007, ein halbes Jahr vor der Veröffentlichung des Albums das Lied Citizen/Soldier, das in den USA als Werbung für die Nationalgarde verwendet wurde. In den USA kam es bis auf Platz 96, in Kanada sogar bis auf Platz 59. Weiterhin erschien auch das Lied Train, das es bis auf Platz 10 der Mainstream Rock Charts schaffte.

## Rezeption
Die Kritiken fielen überwiegend negativ aus. Volker Rueß von laut.de lobt den „mächtig rockenden Opener Train“, kritisiert aber die „leicht zu verdauende Gutfühl-Musik, die eine angenehme, (ge-)wichtige Stimmung hinterlässt.“ Für ihn klänge es „wie aus der Retorte und langweilt spätestens nach dem dritten Song gewaltig“. Für Albert Ranner von cdstarts.de besteht 3 Doors Down aus zwei Songs: „Den aufbegehrenden, testosterongesteuerten Alternative-Grunge-Rockern mit Pop-Appeal ohne Ecken und Kanten und der zwischen mal laut, mal leise pendelnden Halbballade.“ Und weiter heißt es: „Hat man also schon einige Alben der Amis im Schrank stehen, kann das Geld für 3 Doors Down bedenkenlos für andere Dinge verwendet werden“. Conny Schiffbauer urteilte im Rock Hard-Magazin folgendermaßen: „Eine einjährige Auszeit nahmen sich die US-Modern-Rocker 3 Doors Down, um nach dem Karrierestress der letzten Jahre mal wieder zu sich selbst zu kommen. Die Pause hat der Band und ihrer Musik gutgetan, denn 3 Doors Down punktet mit mehr Druck, mehr Solo-Einlagen und einfach generell mehr Biss als der Vorgänger Seventeen Days. Die Riffs im knackigen Opener Train, dem dynamischen Road-Track Runaway und dem fordernden Give It to Me knallen kerniger und mit mehr Hardrock-Drive aus den Boxen. Auf der anderen Seite kniet sich das Quintett in altbewährter Manier wieder in mitreißend leidenschaftliche (Halb-)Balladen wie Pages und Let Me Be Myself, deren zum Teil autobiografische Texte Einblicke in das Seelenleben der Musiker erlauben. Mit These Days und It’s the Only One You’ve Got haben sich zwar auch zwei zahnlose Durchschnittsnummern eingeschlichen; diese werden durch die starke erste Single It’s Not My Time und die stolze Hymne Citizen/Soldier aber wieder ausgeglichen.“ Es wurden 8,5 von zehn möglichen Punkten vergeben; die gleiche Note bekam das Album im Durchschnitt auch bei den Lesern des Magazins.

## Kommerzieller Erfolg

### Chartplatzierungen

#### Album
3 Doors Down verkaufte sich in den USA allein in der ersten Verkaufswoche 154.000 mal und sprang damit auf Platz eins der Charts. Nach Seventeen Days war es bereits das zweite Album der Band, das den Sprung an die Spitze der Billboard-Charts schaffte.
| ChartsChartplatzierungen       | Höchstplatzierung | Wochen |
| ------------------------------ | ----------------- | ------ |
| Deutschland (GfK)              | 6 (27 Wo.)        | 27     |
| Österreich (Ö3)                | 14 (15 Wo.)       | 15     |
| Schweiz (IFPI)                 | 6 (17 Wo.)        | 17     |
| Vereinigte Staaten (Billboard) | 1 (65 Wo.)        | 65     |

| ChartsJahrescharts (2008)      | Platzierung |
| ------------------------------ | ----------- |
| Deutschland (GfK)              | 68          |
| Vereinigte Staaten (Billboard) | 64          |

#### Singles
| Jahr | Titel            | Höchstplatzierung, Gesamtwochen, AuszeichnungChartplatzierungen (Jahr, Titel, , Platzierungen, Wochen, Auszeichnungen, Anmerkungen) | Höchstplatzierung, Gesamtwochen, AuszeichnungChartplatzierungen (Jahr, Titel, , Platzierungen, Wochen, Auszeichnungen, Anmerkungen) | Höchstplatzierung, Gesamtwochen, AuszeichnungChartplatzierungen (Jahr, Titel, , Platzierungen, Wochen, Auszeichnungen, Anmerkungen) | Höchstplatzierung, Gesamtwochen, AuszeichnungChartplatzierungen (Jahr, Titel, , Platzierungen, Wochen, Auszeichnungen, Anmerkungen) | Anmerkungen                                      |
| Jahr | Titel            | DE | AT | CH | US | Anmerkungen                                      |
| ---- | ---------------- | --- | --- | --- | --- | ------------------------------------------------ |
| 2007 | Citizen/Soldier  | — | — | — | US96 Gold · (2 Wo.)US | Erstveröffentlichung: November 2007 Promo-Single |
| 2008 | It’s Not My Time | DE37 (19 Wo.)DE | AT41 (3 Wo.)AT | CH49 (3 Wo.)CH | US17 Platin · (29 Wo.)US | Erstveröffentlichung: 19. Februar 2008           |
| 2008 | Let Me Be Myself | DE95 (1 Wo.)DE | — | — | — | Erstveröffentlichung: 2. Dezember 2008           |

### Auszeichnungen für Musikverkäufe
Bis Februar 2009 verkaufte sich das Album über 700.000 Mal in ganz Amerika und wurde dort mit einer goldenen Schallplatte ausgezeichnet. Eine weitere Goldauszeichnung erhielt das Album in Kanada.
| Land/Region               | Auszeichnungen für Musikverkäufe (Land/Region, Auszeichnung, Verkäufe) | Verkäufe  |
| ------------------------- | ---------------------------------------------------------------------- | --------- |
| Deutschland (BVMI)        | Gold                                                                   | 100.000   |
| Kanada (MC)               | Gold                                                                   | 40.000    |
| Vereinigte Staaten (RIAA) | Platin                                                                 | 1.000.000 |
| Insgesamt                 | 2× Gold · 1× Platin ·                                                  | 1.140.000 |